# Reinhard Genzel
Reinhard Genzel (Bad Homburg vor der Höhe, Hessen, 24 de març 1952) és un astrofísic alemany.

## Biografia
Genzel va estudiar Física a la Universitat de Bonn, on va realitzar el seu doctorat el 1978 i, en el mateix any, la seva tesi OHD a la radioastronomia a l'Institut Max Planck de Ràdio Astronomia. Després va treballar al Harvard-Smithsonian Center for Astrophysics per a astrofísics a Cambridge, Massachusetts i Miller. Va ser membre des de 1980 fins a 1982, i també professor de la Universitat de Califòrnia, Berkeley del 1981. Es va incorporar al consell científic del Max-Planck-Gesellschaft, el 1986, arribant a ser director de l'Institut Max Planck per a Física Extraterrestre a Garching i conferènciant de la Universitat Ludwig-Maximilians-Universität München, l'any 1988. És catedràtic a la Universitat de Califòrnia, Berkeley, des de 1999.

## Treball
Reinhard Genzel es dedicà a l'estudi d'infrarojos i l'astronomia submil·limètrica. Va ser el primer investigador a seguir el moviment de les estrelles al centre de la Via Làctia i demostrar que estaven en òrbita gravitacional d'un objecte molt massiu, probablement un forat negre. Aquest treball ha estat seguit pel grup d'Andrea Ghez, que han realitzat un estudi similar amb el Telescopi Keck.

## Premis
- Miller, Beques d'Investigació, 1980-1982
- Otto-Hahn-Medaille, Max-Planck-Gesellschaft, 1980
- Premi Presidencial de Joves Investigadors, la National Science Foundation, 1984
- Premi Newton Lacy Pierce, American Astronomical Society, 1986
- Premi Gottfried Wilhelm Leibniz, Deutsche Forschungsgemeinschaft, 1990
- De Vaucouleurs Medalla de la Universitat de Texas, 2000
- Janssen Premi de la Societat Astronòmica de França, 2000
- Stern Gerlach Medalla de la física experimental, Deutsche Physikalische Gesellschaft, 2003
- Premi Balzan d'Astronomia Infraroja, 2003
- Medalla Albert Einstein, 2007
- Premi Shaw, 2008
- "Galileo 2000" Premi 2009

## Membre de societats científiques
- Soci de la American Physical Society, 1985
- Membre estranger de la United States National Academy of Sciences, 2000
- Membre estranger de la Académie des Sciences (Institut de France), 1998
- Membre de la Deutsche Akademie der Naturforscher Leopoldina, 2002
- Membre de la European Academy of Sciences, 2002
- Membre de la Bayerische Akademie der Wissenschaften, 2003